# Ахмадов, Муса Магомедович
Муса́ Магоме́дович Ахма́дов (род. 28 января 1956, Киргизская ССР) — чеченский писатель, поэт и драматург, член Союза писателей Чечни, Заслуженный работник культуры Чеченской Республики, Народный писатель Чеченской Республики (2006), президент Клуба писателей Кавказа, Народный писатель Кавказа, главный редактор литературно-художественного журнала «Вайнах», лауреат премии «Серебряная сова» (2006).

## Биография
Муса Ахмадов родился 28 января 1956 года в Киргизии. В 1957 года его семья вернулась из мест высылки на родину в село Малые Варанды Шатойского района. Там Муса окончил восьмилетнюю школу, полное среднее образование получил в Шатое.
В 1979 году окончил филологический факультет ЧИГУ. После окончания вуза работал учителем в сельской школе, редактором книжного издательства, старшим редактором детского журнала «Стелаӏад» («Радуга»), главным редактором литературно-художественного журнала «Орга», заведующим литературным отделом Чеченского театра, заведующим отделом учебно-методического центра Министерства культуры Чеченской республики, преподавателем ЧГУ. С 2000 по 2002 годы работал в организации «Врачи мира» (Франция) в качестве этнопсихолога. С 2004 года по настоящее время является главным редактором литературно-художественного журнала «Вайнах».
Его пьеса «Волки» была издана отдельной книгой на французском языке в Париже в 2002 году. В 2005 году по этой пьесе был поставлен спектакль на сцене театра «Дом восточно-европейской пьесы».
Является автором учебно-методических пособий и программ по чеченскому языку, этике и культуре для школ и вузов. Произведения писателя переведены на балкарский, французский, японский, немецкий языки.
В 2011 году награждён медалью «За заслуги перед Чеченской Республикой»
В 2022 году награждён Почётным знаком «За трудовое отличие».

## Учебно-методические пособия
- Учебник для старших классов «Чеченская традиционная культура и этика» (2002);
- учебное пособие 4 класса по чеченским традициям «Ты пришел в этот мир» (2006).

## Спектакли по пьесам Мусы Ахмадова
Чеченский драматический театр имени Ханпаши Нурадилова:
- «После землетрясения» (1989);
- «Ушедший за саваном» (1993).

Чеченский государственный театр юного зрителя:
- «Похождения блохи» (1988)

Ингушский государственный драматический театр имени И. Базоркина:
- комедия «Волчий хвост» (2000)

Ингушский кукольный театр:
- «Новые похождения Чирдига» (2001)

Чеченский молодёжный театр «Серло»:
- «Башня, построенная на льду»;
- «Денисолт»;
- «Ушедший за саваном»;
- «Время героев»;
- «Новогодние сновидения» (мюзикл).

Грозненский русский драматический театр имени М. Ю. Лермонтова
- «Волки» (2019)

## Семья
Жена — актриса, режиссёр, телеведущая, поэтесса, певица, основатель и художественный руководитель молодёжного театра «Серло», Заслуженный деятель искусств Чеченской Республики Хава Ахмадова. У них три дочери и два сына.